# Ahmed Ali Bahrami
Ahmed Ali Bahrami  (persisch احمدعلی بهرامی; * 1919; † unbekannt) war ein iranischer Politiker und Diplomat.

## Werdegang
Er studierte Rechtswissenschaft und Politikwissenschaft an der Universität Genf.
Von 31. August 1960 bis 5. Mai 1961 war er in der Regierung von Dschafar Scharif-Emami Arbeitsminister.
Von 1967 bis 1970 war er Botschafter in Rabat.
Von 1975 bis 1976 war er Botschafter in Peking und zeitgleich in Pjöngjang akkreditiert.